# Mike Rowe
Michael "Mike" Gregory Rowe (Baltimore, 18 de março de 1962) é apresentador, narrador e produtor executivo de uma das séries mais famosas do Discovery Channel, o Dirty Jobs (Trabalho Sujo). Na série, Mike viaja pelo mundo realizando aqueles que são considerados os piores trabalhos do mundo. Na narração, um dos principais trabalhos foi Como Funciona o Universo, também do mesmo canal, mas que no Brasil, é narrado por Marcelo Gleiser.
Mike é o narrador e um dos co-criadores/produtores da série/programa Deadliest Catch (Pesca Mortal)  também do Discovery Channel.